# جوزف دابلیو. سارنو
جوزف دابلیو. سارنو (انگلیسی: Joseph W. Sarno؛ ‏ ۱۵ مارس ۱۹۲۱ – ۲۶ آوریل ۲۰۱۰) کارگردان فیلم، فیلم‌نامه‌نویس و تهیه‌کننده فیلم اهل ایالات متحده آمریکا بود.
از فیلم‌هایی که وی در آن‌ها نقش داشته است، می‌توان به برهنه در زغال، اینیا و بازیچه شیطان اشاره نمود.